# Stargate SG-1
Pour les articles homonymes, voir Stargate (homonymie).
Stargate Atlantis
Stargate SG-1 (en France) ou La Porte des étoiles (au Québec) est une série télévisée américano-canadienne de science-fiction militaire composée de 10 saisons, soit 214 épisodes de 42 minutes. Elle est créée par Brad Wright et Jonathan Glassner d'après le film Stargate, la porte des étoiles de Roland Emmerich. Elle est diffusée entre le 27 juillet 1997 et 17 mai 2002 sur Showtime, puis entre le 7 juin 2002 et le 13 mars 2007 sur Sci Fi Channel.
En France, la série a été intégralement diffusée à partir du 27 février 1998 au 13 novembre 2007 sur Série Club et entre le 18 septembre 1998 et le 8 décembre 2007 sur M6, sauf les huit derniers épisodes de la saison 10, qui ne seront pas diffusés sur cette chaîne mais sur W9 un peu plus tard. Depuis, elle a été intégralement rediffusée depuis le 14 janvier 2010 sur NRJ 12 et de octobre 1997 à février 1998 puis depuis le 27 novembre 2017 sur RTL9. Au Québec, la série a été diffusée intégralement du 7 février 1999 à 2008 sur le réseau TQS et rediffusée depuis le 25 août 2003 sur Ztélé. En Belgique, en septembre 1997 les huit premières saisons ont été diffusées sur La Une et les deux dernières saisons ont été diffusées sur La Deux, et en Suisse, en février 1998 sur TSR1 et TSR2.
La série est suivie de deux téléfilms, Stargate : L'Arche de vérité (2008) et Stargate : Continuum (2008). Elle a également inspiré trois séries dérivées : la série animée Stargate Infinity (2002), Stargate Atlantis (2004) et Stargate Universe (2009), ainsi qu'une web-série nommée Stargate: Origins (2018).

## Histoire
L'action de Stargate SG-1 commence un peu plus d'un an après celle du film Stargate, la porte des étoiles. Le programme est plus ou moins à l'abandon et le colonel O'Neill est à la retraite. Mais un commando extraterrestre avec des uniformes similaires à ceux des soldats de Râ traverse la porte des étoiles et envahit la base du Stargate Command (SGC) sur Terre.
Le général Hammond veut alors envoyer une autre bombe atomique sur Abydos. O'Neill se voit alors obligé d'avouer qu'il a menti dans son rapport de mission l'année dernière et qu'il a fait exploser la précédente bombe nucléaire dans le vaisseau de Râ et non à la surface, et du même coup que Daniel Jackson est toujours vivant et qu'il garde la porte sur Abydos. Après un échange de messages, O'Neill part sur la planète et se voit confirmer par Daniel qu'aucun Goa'uld n'a traversé la porte. Ce dernier explique alors qu'il existe un réseau de plus d'une centaine de portes menant à autant de mondes différents, et que sur Abydos il a trouvé toute une série de coordonnées qui ne semblent plus fonctionner.
Avec l'aide de quelques ordinateurs, ils recalculent la position actuelle des planètes par rapport à celle indiquée par des coordonnés vieilles de plusieurs millénaires. L'armée décide alors qu'ils doivent explorer les mondes accessibles par la porte des étoiles pour évaluer les menaces extraterrestres. Ainsi, le programme Stargate renaît et O'Neill est responsable de SG-1, la première équipe. Pendant ce temps, sur Abydos, des extraterrestres passent la porte et font un raid, enlevant de nombreuses personnes dont Sha're, la femme de Daniel, et Skaara, son frère. Daniel, trouvant alors un intérêt personnel à participer à l'opération, rejoint SG-1 en tant qu'archéologue et spécialiste de civilisations anciennes.
La première mission de SG-1 est d'aller sauver les personnes enlevées, mais l'équipe se fait rapidement capturer à son tour. Ils ne devront leur salut qu'à Teal'c, un garde Jaffa qui décide de tout quitter pour les suivre dans l'espoir de libérer son peuple des « faux dieux ». Par la suite, Teal'c rejoindra SG-1, ainsi que le capitaine Samantha Carter, une physicienne du contingent.
Cette série met ainsi en scène une branche spéciale de l'Air Force américaine, le Stargate Command (ou SGC), dont les équipes explorent d'autres planètes grâce à une porte des étoiles et mènent une lutte continue contre une race d'extraterrestres parasites appelés les Goa'uld. Les Goa'uld règnent sur un grand nombre de planètes de la galaxie et seraient des « dieux » d'anciennes mythologies terriennes.
Au cours de ses explorations, l'équipe SG-1 rencontre aussi bien des peuples pacifiques, tels que les Nox ou les Asgards, que des peuples en mal de puissance, tels que les Réplicateurs et les Oris. La série s'inspire aussi bien d'épisodes récents de l'Histoire humaine (Guerre froide, etc.) que de mythologies anciennes (Mythologie égyptienne, nordique, légendes arthuriennes, etc.) pour créer des épisodes indépendants ou des arcs entiers de scénarios. Les grandes religions monothéistes demeureront assez absentes des premières saisons, hormis de rares exceptions (le Christianisme dans l'épisode Les Démons de la saison 3). L'ascension, processus par lequel seuls certains êtres humains peuvent accéder à un niveau supérieur, s'inspire à la fois de l'idée du Paradis et du Bouddhisme. Les dernières saisons, centrées sur la menace Ori, sont à la fois inspirées de la période de l'inquisition et de la légende d'Arthur, notamment avec le personnage clef de Merlin.

## Distribution

Acteurs principaux jouant un personnage de l'équipe SG-1 au cours des dix saisons et deux téléfilms
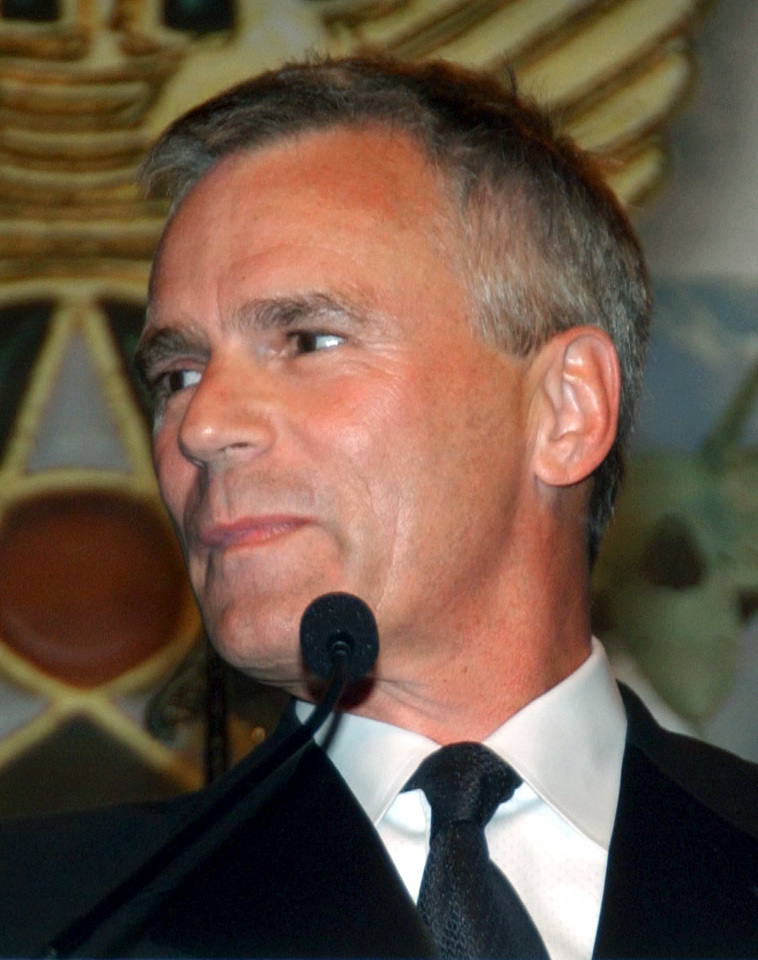
Richard Dean Anderson
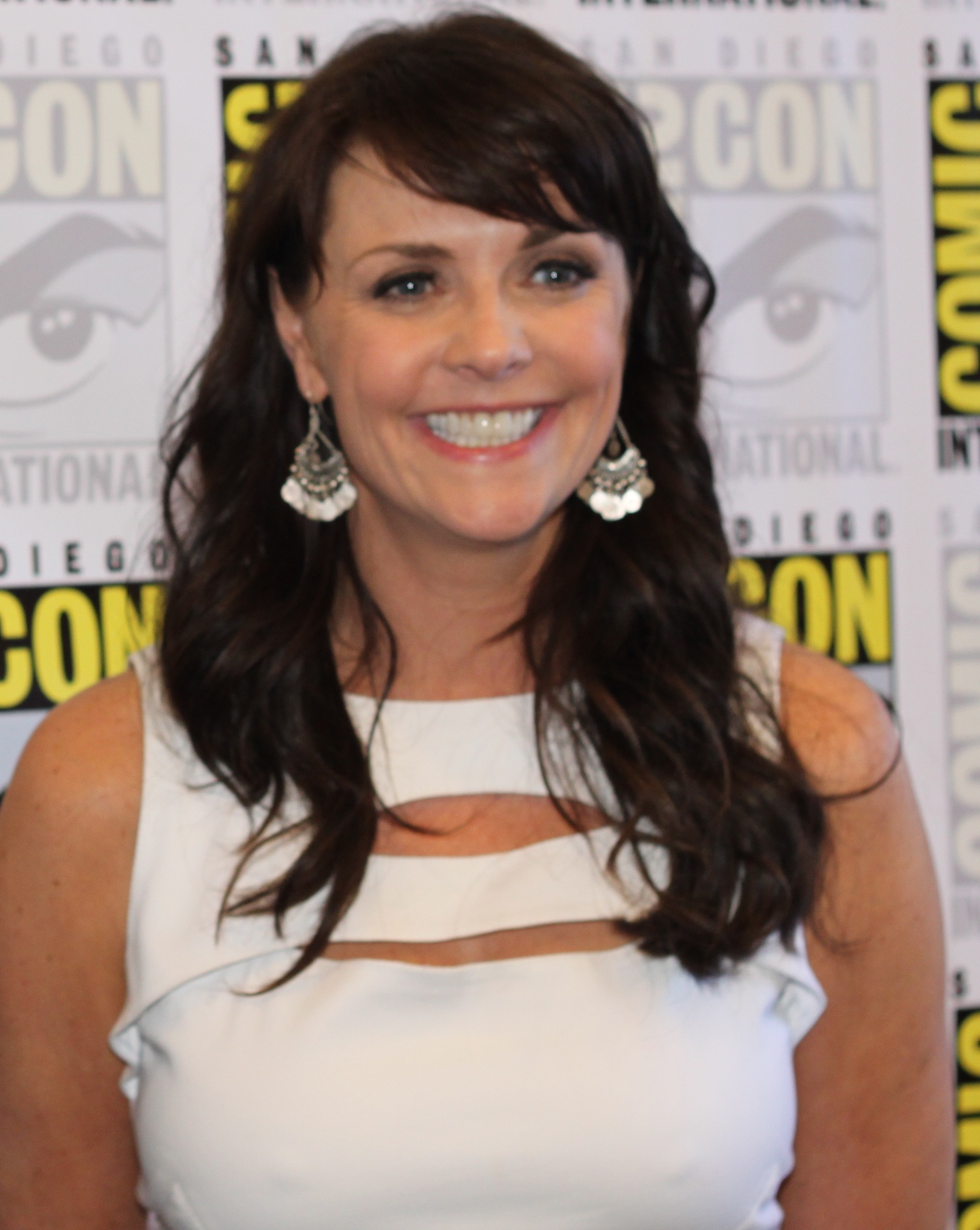
Amanda Tapping
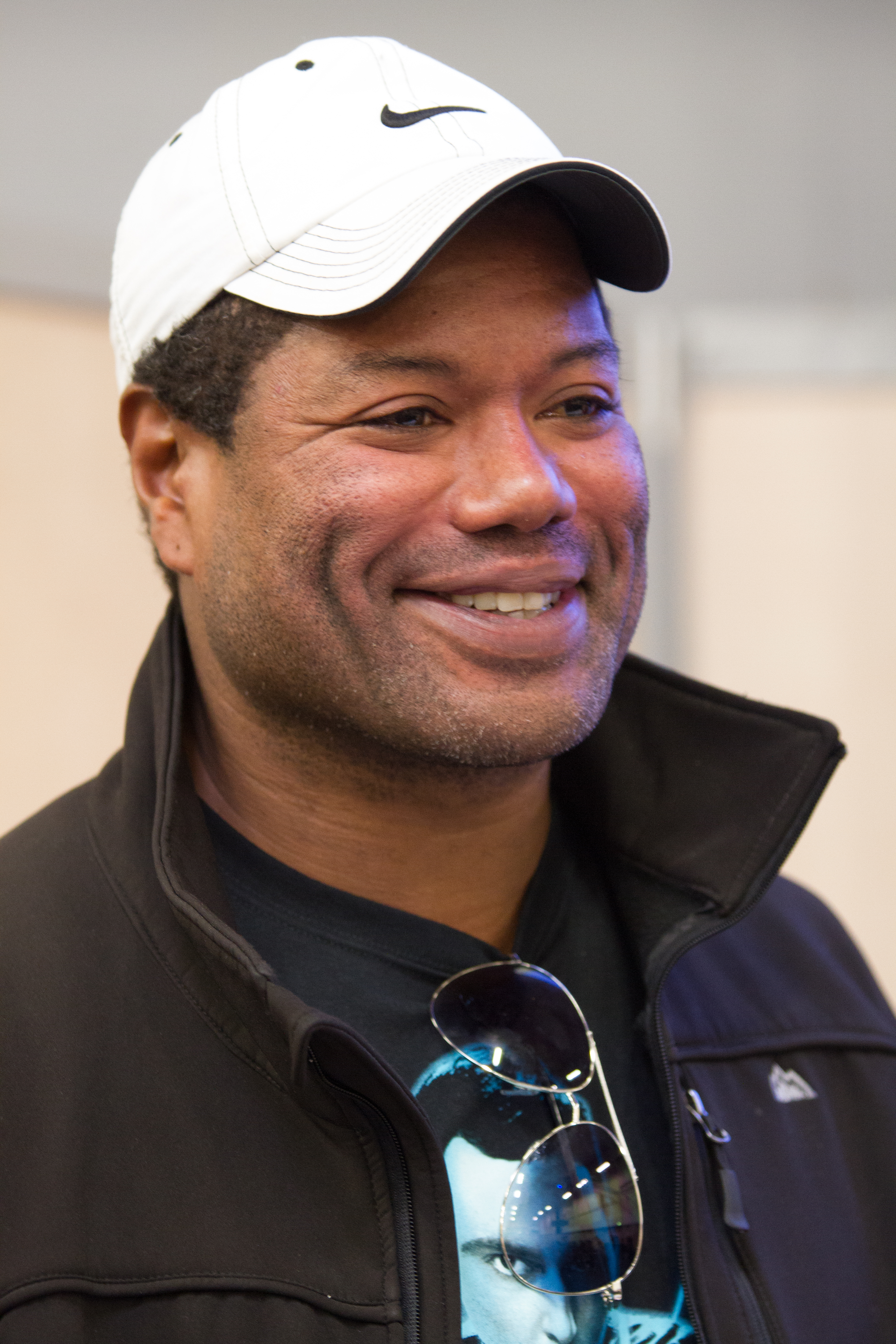
Christopher Judge
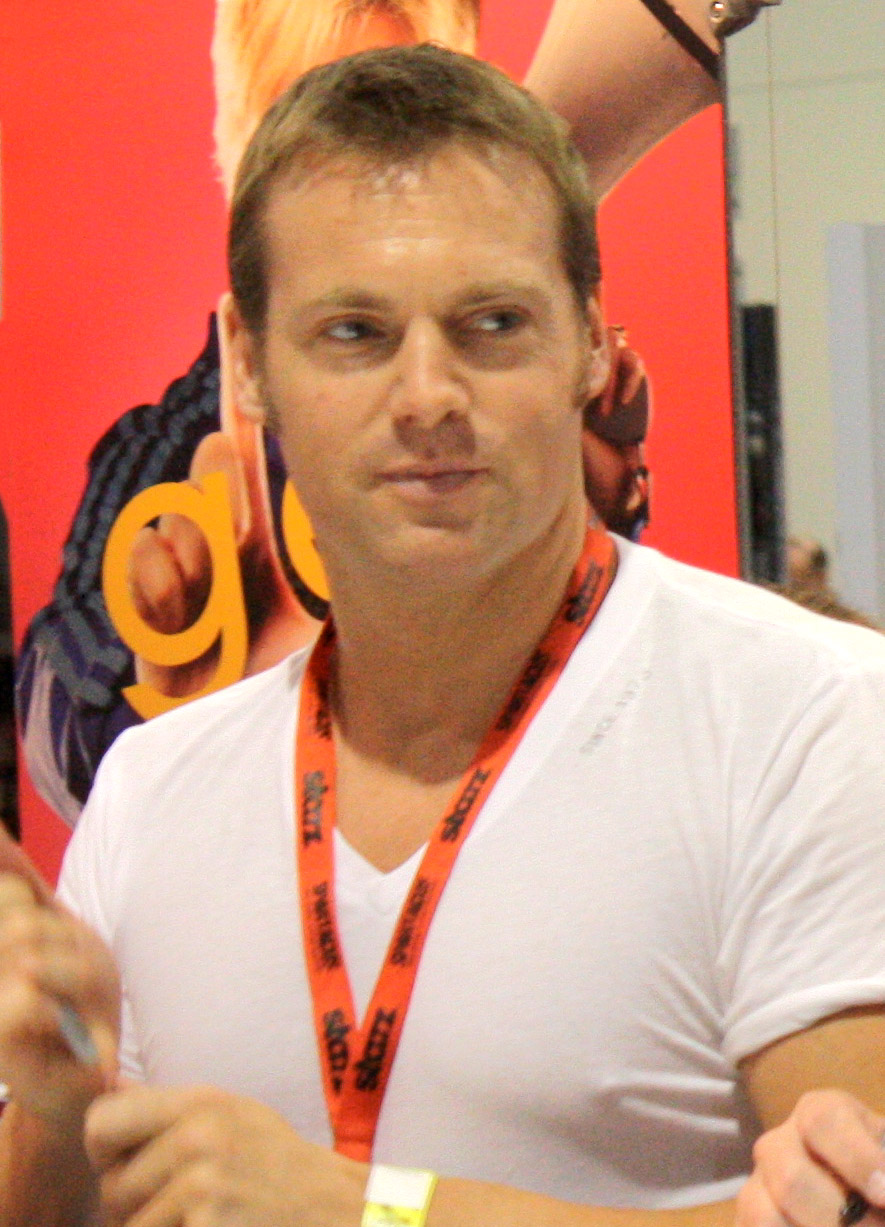
Michael Shanks
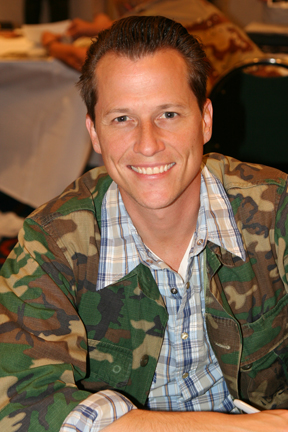
Corin Nemec
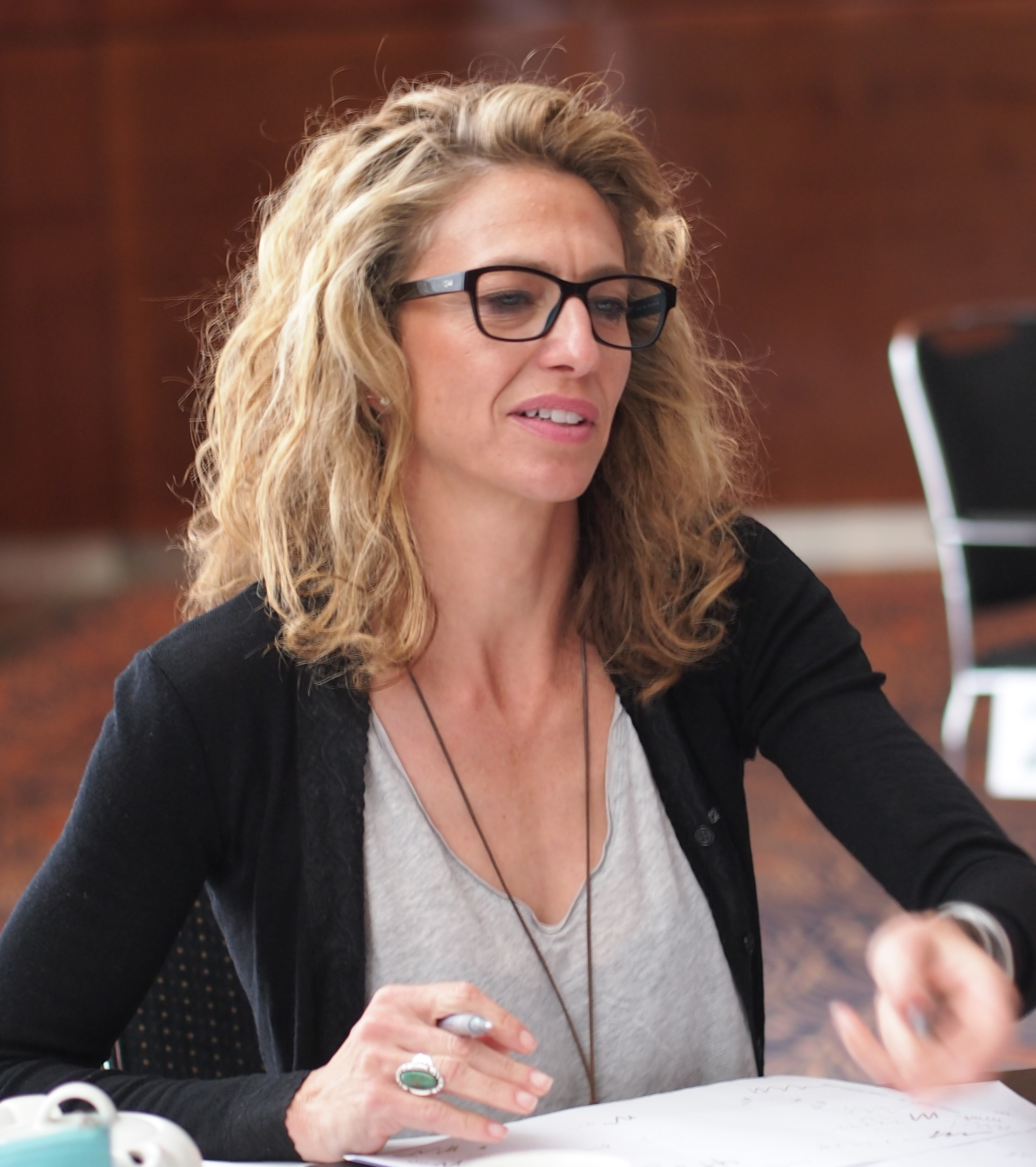
Claudia Black
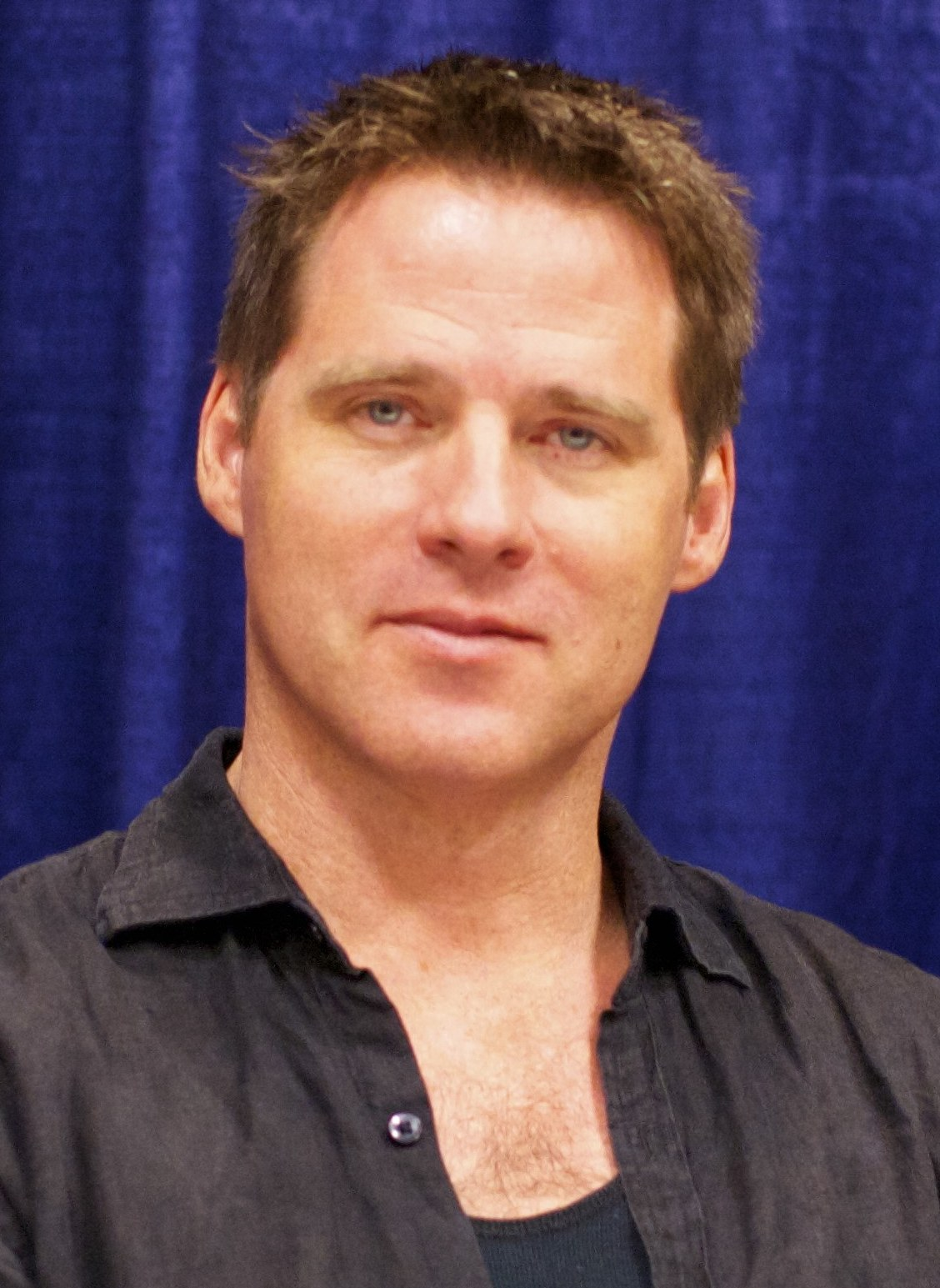
Ben Browder

| Jack O'Neill     | Richard Dean Anderson | Edgar Givry                    | Principal | Principal | Principal | Principal | Principal | Principal | Principal | Principal | Récurrent | Récurrent |           | Invité    |
| Daniel Jackson   | Michael Shanks        | William Coryn                  | Principal | Principal | Principal | Principal | Principal | Récurrent | Principal | Principal | Principal | Principal | Principal | Principal |
| Samantha Carter  | Amanda Tapping        | Hélène Chanson                 | Principal | Principal | Principal | Principal | Principal | Principal | Principal | Principal | Principal | Principal | Principal | Principal |
| Teal'c           | Christopher Judge     | Thierry Mercier                | Principal | Principal | Principal | Principal | Principal | Principal | Principal | Principal | Principal | Principal | Principal | Principal |
| George Hammond   | Don S. Davis          | Albert Augier puis Michel Ruhl | Principal | Principal | Principal | Principal | Principal | Principal | Principal | Récurrent | Récurrent | Récurrent |           | Invité    |
| Janet Fraiser    | Teryl Rothery         | Monique Nevers                 | Récurrent | Récurrent | Récurrent | Récurrent | Récurrent | Récurrent | Récurrent |           | Invité    |           |           |           |
| Jonas Quinn      | Corin Nemec           | Lionel Tua                     |           |           |           |           | Invité    | Principal | Invité    |           |           |           |           |           |
| Vala Mal Doran   | Claudia Black         | Laurence Charpentier           |           |           |           |           |           |           |           | Récurrent | Récurrent | Principal | Principal | Principal |
| Cameron Mitchell | Ben Browder           | Maurice Decoster               |           |           |           |           |           |           |           |           | Principal | Principal | Principal | Principal |
| Hank Landry      | Beau Bridges          | José Luccioni                  |           |           |           |           |           |           |           |           | Principal | Principal | Principal | Principal |

### Acteurs récurrents
- Gary Jones : Sergent Walter Harriman / 110 épisodes
- Teryl Rothery : Dr Janet Fraiser / 76 épisodes
- Dan Shea : Sergent Siler / 38 épisodes
- Tony Amendola : Maître Bra'tac / 29 épisodes
- Carmen Argenziano : Jacob Carter - Selmak / 27 épisodes
- Peter Williams : Apophis / 24 épisodes
- Bill Dow : Dr Bill Lee / 21 épisodes
- Colin Cunningham : Major Paul Davis / 16 épisodes
- Cliff Simon : Ba'al / 15 épisodes
- David Palffy : Anubis / 13 épisodes
- Tom McBeath : Colonel Harry Maybourne / 12 épisodes
- Ronny Cox : Sénateur Robert Kinsey / 11 épisodes
- Garry Chalk : Colonel Chekov / 11 épisodes
- Lexa Doig : Carolyn Lam / 9 épisodes
- Robert Picardo : Richard Woolsey / 7 épisodes
- Alexis Cruz : Skaara - Klorel / 5 épisodes
- Morena Baccarin : Adria / 5 épisodes

### Acteurs invités venant deStargate Atlantis
- David Hewlett : Dr Rodney McKay (Saison 5 : épisode 14 / saison 6 : épisodes 1 et 2 / saison 8 : épisodes 19 et 20 / saison 10 : épisodes 3 et 13)
- Torri Higginson : Dr Elizabeth Weir (saison 8 : épisodes 1 et 2 / saison 10 : épisode 3)
- Joe Flanigan : Colonel John Sheppard (saison 10 : épisode 3)
- David Nykl : Dr Radek Zelenka (saison 10 : épisode 3)

### Acteurs célèbres invités
- Cary-Hiroyuki Tagawa : Turghan (saison 1 : épisode 3)
- James Earl Jones : Unas (saison 1 : épisode 9 - voix)
- Paul McGillion : Ernest Littlefield (jeune) (saison 1 : épisode 11)
- Tobin Bell : Omoc (saison 1 : épisode 16)
- Dwight Schultz : The Keeper (saison 2 : épisode 4)
- Erick Avari : Kasuf (saison 2 : épisode 9 / saison 3 : épisode 10 / saison 4 : épisode 17)
- Sarah Douglas : Yosuuf (saison 2 : épisodes 11 et 12)
- Christina Cox : T'akaya / Lieutenant Kershaw (saison 2 : épisode 13 / saison 5 : épisode 20)
- Sam J. Jones : Aris Boch (saison 3 : épisode 7)
- Dom DeLuise : Urgo / Togar (saison 3 : épisode 16)
- René Auberjonois : Alar (saison 4 : épisode 2)
- Vanessa Angel : Anise / Freya (saison 4 : épisodes 3, 4 et 5)
- Marina Sirtis : Dr Svetlana Markov (saison 4 : épisode 7)
- Willie Garson : Martin Lloyd (saison 4 : épisode 11 / saison 5 : épisode 12 / saison 10 : épisode 6)
- John de Lancie : Colonel Frank Simmons (saison 5 : épisodes 3, 4, 11 et 14 / saison 6 : épisode 11)
- Sean Patrick Flanery : Orlin (saison 5 : épisode 3)
- Larry Drake : Burrock (saison 5 : épisode 7)
- Grace Park : Lieutenant Satterfield (saison 5 : épisode 13)
- Henry Gibson : Marul (saison 5 : épisode 20)
- Mel Harris : Oma Desala (saison 5 : épisode 21 / saison 8 : épisodes 16 et 18)
- Dean Stockwell : Doctor Kieran (saison 6 : épisode 7)
- John Billingsley : Simon Coombs (saison 6 : épisode 8)
- Ian Buchanan : Numéro 1 (saison 6 : épisode 12)
- François Chau : Ambassadeur de Chine (saison 6 : épisode 17)
- Michael Rooker : Colonel Edwards (saison 7 : épisode 7)
- Jolene Blalock : Ishta (saison 7 : épisode 10 / saison 8 : épisode 9)
- Kirsten Prout : Nesa (saison 7 : épisode 10)
- Saul Rubinek : Emmett Bregman (saison 7 : épisodes 17 et 18)
- William Devane : Président Henry Hayes (saison 7 : épisodes 20, 21 et 22)
- Erica Durance : Krista James (saison 8 : épisode 7)
- Charles Shaughnessy : Alec Colson (saison 8 : épisode 8)
- Dan Castellaneta : Joe Spencer (saison 8 : épisode 15)
- Isaac Hayes : Tolok (saison 8 : épisodes 16, 17 et 18)
- Julian Sands : Doci (saison 9 : épisode 3 et 10)
- Louis Gossett Jr. : Gerak (saison 9 : épisodes 3, 6, 7, 10 et 11)
- Wallace Shawn : Arlos (saison 9 : épisode 4)
- Tony Todd : Lord Haikon (saison 9 : épisodes 8 et 11 / saison 9 : épisode 18)
- William B. Davis : Ori Prior Damaris (saison 9 : épisodes 8 et 11)
- Neil Jackson : Khalek (saison 9 : épisode 9)
- Cameron Bright : Orlin (saison 9 : épisodes 10 et 11)
- William Atherton : Emissary Varta (saison 9 : épisode 12)
- John Aylward : Président Nadal (saison 9 : épisode 15)
- Ernie Hudson : Pernaux (saison 9 : épisode 15)
- Michael Ironside : Seevis (saison 9 : épisode 19)
- John Noble : Meurik (saison 9 : épisode 20)
- Fred Willard : Jacek (saison 10 : épisode 18)

## Production

### Conception

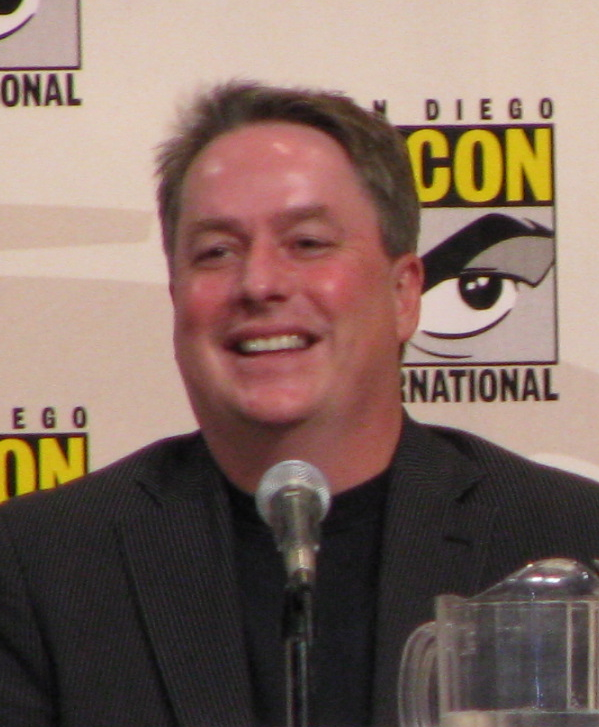
Brad Wright, co-créateur de la série.

L'origine de l'univers fictif de Stargate est le film Stargate, la porte des étoiles (1994), réalisé par Roland Emmerich et coécrit et produit par Dean Devlin. Ce duo a aussi réalisé entre autres Independence Day et Godzilla. Kurt Russell incarne dans le film le rôle du colonel O'Neil (avec un seul « l », thème humoristique récurrent dans la série), et James Spader celui de Daniel Jackson. Le film est produit par Canal+ et Carolco (Terminator 2). Il a connu un grand succès à sa sortie.
En 1996, le studio MGM décide d'acheter les droits du film pour en faire une série. Le studio confie le projet à Jonathan Glassner et Brad Wright, qui ont la charge de produire et d'écrire la série. Par le passé, ils avaient déjà produit pour MGM deux séries de science-fiction : Au-delà du réel : L'aventure continue et Poltergeist, les aventuriers du surnaturel, diffusées en France sur M6.

### Évolutions des personnages
Dans le rôle du colonel O'Neill, tenu par Kurt Russell dans le film, on retrouve Richard Dean Anderson, célèbre interprète de MacGyver. Dans le film, O'Neil était un militaire froid, une machine à tuer sans nuance et complètement suicidaire, depuis que son fils de huit ans était mort en jouant avec son arme de service. « Pour la série, nous avons repris le personnage d'O'Neil et nous l'avons retravaillé à la manière dont « Harrison Ford aurait pu le jouer », nous explique le coproducteur de la série Michael Greenburg, « il est devenu un mélange de Han Solo et d'Indiana Jones, mais avec le sens de l'humour et l'attitude de Richard ». O'Neill est devenu un personnage bien plus sympathique, toujours prêt à faire un bon mot ou à se moquer de sa propre incompétence scientifique. C'est un personnage qui sait être réaliste face aux événements tout en faisant preuve de grandeur d'âme. Après le départ du général Hammond, il est promu à la tête du SGC pendant la saison 8 puis il devient le chef du « système de défense terrien » à partir de la saison 9.
Créé spécialement pour la série, Teal'c est un ancien guerrier Jaffa devenu membre de SG-1 et il est interprété par Christopher Judge. Teal'c est un personnage très droit et moral qui ne rit jamais (sauf lorsqu'il se permet une blague, que personne ne comprend, ce qui n'est arrivé en tout que deux fois dans toute la série), un peu comme un vulcain dans Star Trek. Selon Christopher Judge, « c'est un rôle difficile à interpréter, car Teal'c doit toujours rester sérieux et chaque fois que j'ai une scène avec Richard, il fait tout ce qu'il peut pour me faire rire, quitte à improviser des répliques. À cause de lui beaucoup de scènes sont à refaire ! » Entre les personnages d'O'Neill et de Teal'c une solide amitié s'est nouée, fondée sur la confiance et le respect.
Michael Shanks reprend le rôle du docteur Daniel Jackson, qui était joué par James Spader dans le film. Daniel est un archéologue qui est à l'origine de la découverte du secret de fonctionnement de la porte des étoiles. Il a vécu sur la planète Abydos pendant un an et s'est marié avec Sha're. Au début de la série, elle est enlevée et il rejoint SG-1 dans l'espoir de la retrouver. Le personnage de Jackson est idéaliste, et tente fréquemment d'intervenir afin d'aider les populations d'une autre planète. Ce n'est pas un militaire, contrairement à la plupart des personnages principaux, et il détonne dans l'univers où ils évoluent. Il noue fréquemment des intrigues amoureuses avec des femmes d'autres planètes, qui souvent deviennent des Goa'uld.
Le dernier membre de SG-1 est le capitaine — qui évoluera jusqu'au grade de Lieutenant Colonel de l'USAF — Samantha Carter, interprétée par Amanda Tapping. Carter est à la fois une militaire qui a piloté des avions de chasse pendant la guerre du Golfe, mais aussi une scientifique spécialisée en physique et en astrophysique, qui aurait pu rejoindre la NASA mais a préféré travailler sur le programme Stargate. Au cours de la saison deux, elle a été possédée par Jolinar de Malkshur, un Tok'ra. Le symbiote s'est sacrifié pour sauver la vie de Carter et est mort en elle. Depuis, Sam a accès à certains des souvenirs de Jolinar et elle peut sentir la présence d'un Goa'uld, ainsi qu'utiliser certains outils Goa'uld. Une attirance réciproque entre les personnages de Carter et O'Neill est suggérée, mais sans jamais être officiellement conclue.
Le responsable du SGC et du programme auprès du gouvernement américain, est le général Georges Hammond, joué par Don S. Davis, connu pour ses participations dans les Mystères à Twin Peaks. Il a également joué dans deux épisodes de la série MacGyver. Étant responsable du SGC, il est régulièrement confronté à des extraterrestres comme des menaces Goa'uld, des paradoxes temporels (c'est lui, jeune soldat, qui aide SG-1 à revenir de leur voyage en 1969) et aussi des intrigues au sein du gouvernement : certains membres souhaitant l'arrêt du programme et d'autres aimeraient en prendre le contrôle pour mener une politique plus agressive ainsi que piller la technologie d'autres civilisations. Il est chef du « système de défense terrien » durant la saison 8 avant de laisser sa place à O'Neill.
Selon Amanda Tapping, « L'ambiance sur le plateau est extraordinaire. De simples collègues, nous sommes tous devenus quasiment comme des frères et sœurs. Nous formons une véritable famille. (…) Sur le plateau nous rions très souvent. Il suffit souvent qu'on se lance un regard pour déclencher un fou rire. (…) Lors d'une séance photos à Los Angeles, nous sommes tous allés au restaurant, cela ressemblait à la réunion d'une famille heureuse, et je me suis dit que j'avais de la chance. »

### Équipe technique
La plupart des producteurs, des membres de l'équipe technique et des acteurs invités étaient canadiens. Les créateurs Brad Wright et Jonathan Glassner étaient producteurs exécutifs et show runners de Stargate SG-1 dans les trois premières saisons, ce sont eux qui avaient le dernier mot (en plus de la MGM et du diffuseur) sur les budgets, les histoires, les décors, les effets spéciaux, le casting et le montage final des épisodes.
Après le départ de Glassner, Wright a travaillé en solo pendant trois saisons. Le producteur exécutif Robert C. Cooper a pris le rôle de show runner à partir de la saison 7 quand Brad Wright s'est consacré au développement de la série dérivée Stargate Atlantis. Cooper et Wright sont restés tous deux show runners de leurs séries respectives jusqu'à la fin de SG-1.

### Tournage

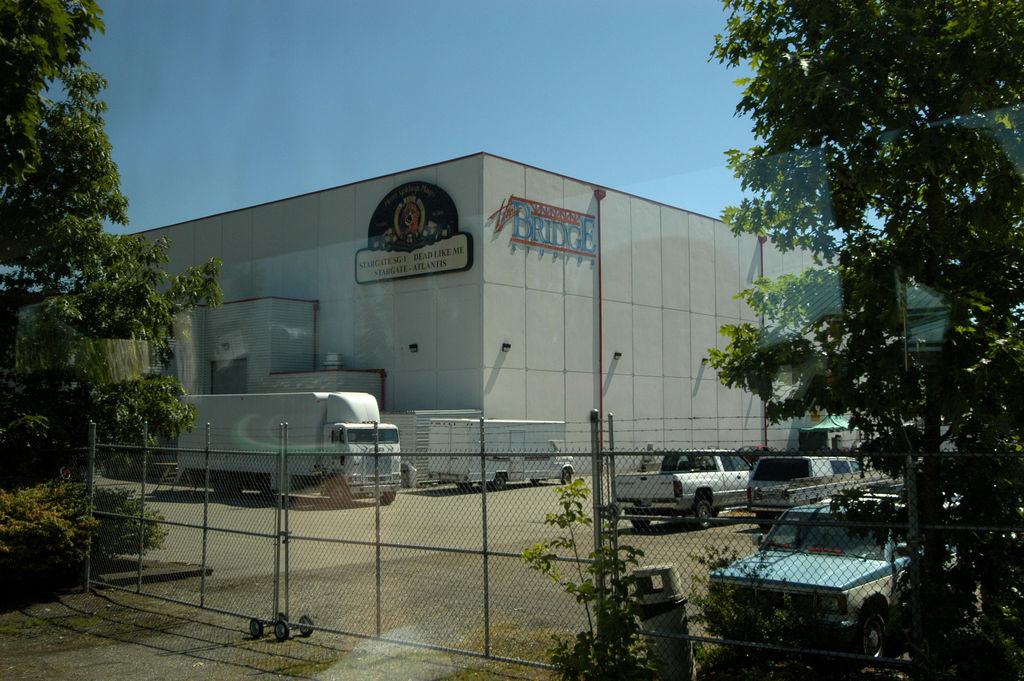
en, à Vancouver (Canada).

La série était principalement filmée à Vancouver (Canada) et dans sa région (Colombie-Britannique), aux Bridge Studios et NORCO Studios,. Cette situation géographique offre aux producteurs de nombreux allégements fiscaux tout au long de son tournage. Le coût d'un épisode de SG-1 est passé de 1,3 million de dollars, durant les premières saisons, à un montant estimé à 2 millions de dollars pour un épisode de la saison 10. Cela est dû en partie à un taux de change défavorable,. De nombreux sites de la région de Vancouver ont été incorporés dans les épisodes, tels le campus de l'Université Simon Fraser, qui est devenu le théâtre de la capitale des Tollans, une civilisation extraterrestre. La production fait face à de nombreuses reprises aux problèmes météorologiques, en raison du climat océanique tempéré de Vancouver, bien qu'au final la pluie pouvait être éliminée au montage. L'épisode intitulé Le crâne de cristal de la saison 3 a été le premier épisode à être filmé dans un décor virtuel.
Le lieu principal de l'action de Stargate SG-1, la base militaire fictive SGC censée être située réellement dans Cheyenne Mountain, près de Colorado Springs (Colorado), était filmé sur le plateau numéro 5 des The Bridge Studios. Martin Wood a pris une demi-douzaine de prises de vues de la base américaine de Cheyenne Mountain une dizaine de jours avant la première de l'épisode pilote, ceci afin de constituer un stock pour la série. Bien qu'utilisés au fil des ans, les producteurs n'en ont pas effectuées de nouvelles avant le début de la saison 9 car ils ne pensaient pas que la série aurait une telle longévité,.

### Décors et production artistique

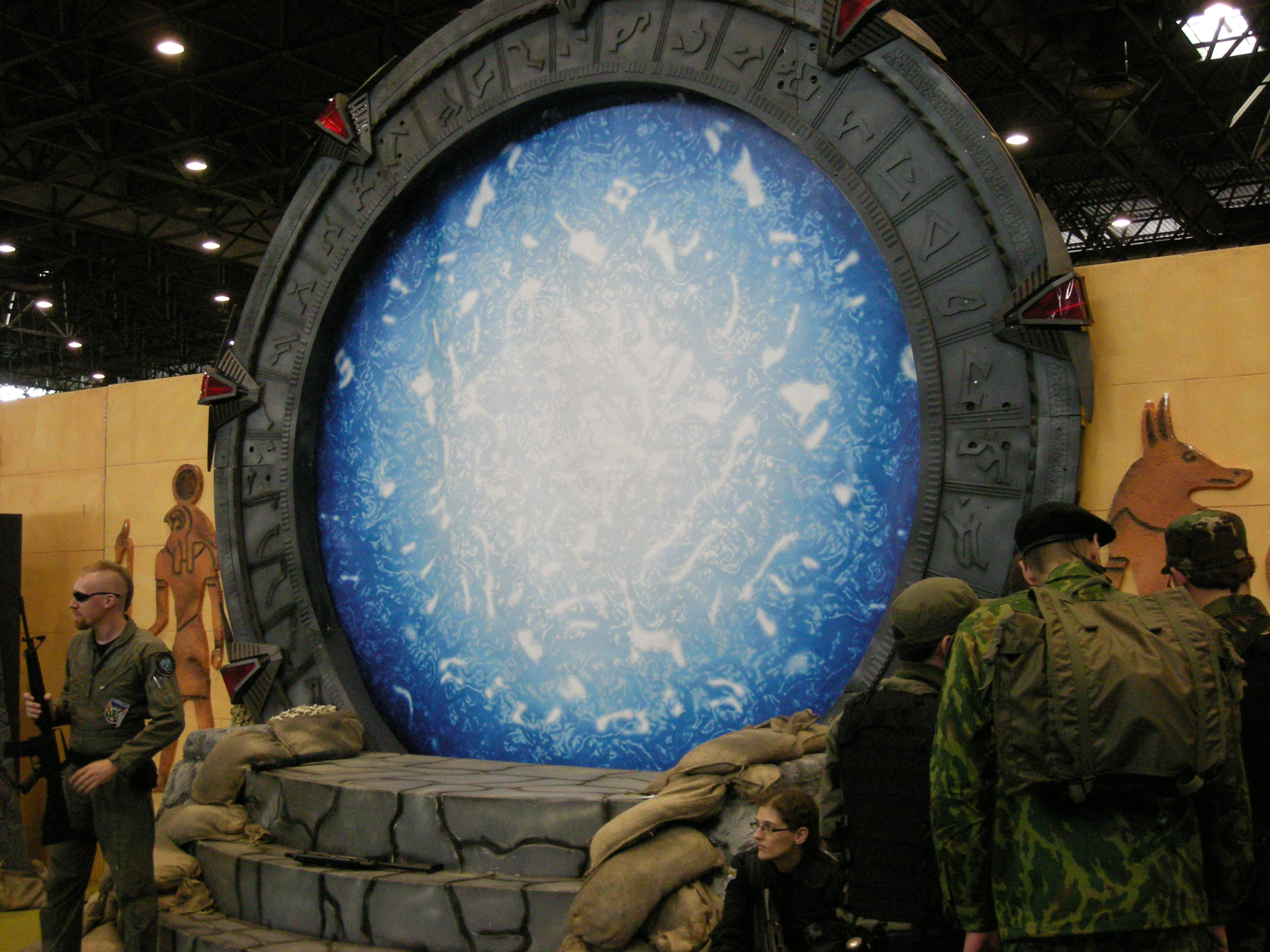
Reproduction d'une porte des étoiles à la Japan Expo de 2009.

Le département d'art a créé tous les concepts et réalisé les dessins pour le département des accessoires, le département de la décoration, le département de la construction, le département de la peinture et l'atelier de modèle. Ils ont également collaboré avec le département des effets visuels. Stargate SG- 1 emploie environ 200 travailleurs canadiens, bien que ce nombre pouvait dépasser 300 lorsque de nouveaux décors ont été construits. Le chef concepteur de production, Richard Hudolin, a rejoint le projet en octobre 1996. Bridget McGuire, directeur artistique depuis l'épisode pilote, a repris ce poste à partir de la saison 6,.
En 1996, Hudolin s'est envolé pour Los Angeles pour rassembler à titre des accessoires du matériel du premier long métrage, il a ainsi réussi à trouver la porte des étoiles originale qui était stockée à l'extérieur dans le désert californien. Bien que sévèrement détériorée, il a été en mesure de prendre un moule détaillé pour que la production de Stargate SG- 1 puisse en construire une.
La nouvelle porte a été conçue pour tourner et verrouiller les chevrons, permettant ainsi de composer des adresses. Un autre décor de porte des étoiles, portable, a aussi été construit pour les lieux de tournages en extérieur. Ce dernier modèle mobilise à chaque fois six personnes pour une journée de montage,. Comme les effets spéciaux sont parfois plus rapides et moins chers, certaines portes des étoiles ont été générées par ordinateur dans les dernières saisons.

### Maquillage et costumes
La plupart des personnages principaux sont des militaires de l'armée de l'air américaine, ils portent donc des uniformes authentiques de l'US Air Force. Pendant les missions, les membres de l'équipe SG-1 portent normalement le Battle Dress Uniform de couleur vert olive.
Richard Dean Anderson et Don S. Davis ont subi une coupe réglementaire militaire avant les tournages,. Amanda Tapping portait une coupe avec des cheveux courts jusqu'au tournage des téléfilms.
Interprétant le rôle d'un civil, Michael Shanks a adopté au début la coiffure de James Spader (comédien interprétant le même rôle dans le film de base). Il les porte courts à partir de la fin de la saison 2.

Symbole sur le front de l'acteur interprétant Teal'c.

Le jaffa Teal'c (Christopher Judge) est l'un des personnages principaux dont le visage a nécessité le plus de maquillage. Son regard égyptien était le reflet du Goa'uld Râ du long métrage et a été complété par un symbole sur le front et un teint d'or, le processus a été cependant simplifié au fil des ans. Christopher Judge devait se raser la tête chez lui tous les jours jusqu'à ce que les producteurs lui ont permis de laisser pousser ses cheveux au cours de la saison 8.
Comme une infirmière, la maquilleuse Jan Newman pouvait réaliser diverses brûlures, coupures, ecchymoses et autres blessures de manière réaliste sur les acteurs. Pour l'apparence des peuples extra-terrestres, le département maquillage a collaboré avec plusieurs entreprises fabriquant des prothèses à Vancouver et Los Angeles, y compris Todd Masters. Bien que de nombreuses races et civilisations soient d'origine humaines, des personnages récurrents tels que les Unas nécessitaient des prothèses complexes et un important travail de maquillage.

### Effets spéciaux
Stargate SG-1 était l'un des plus gros employeur sur le marché des effets spéciaux à Vancouver, en dépensant en moyenne 400 000 $ par épisode. Le rôle le plus important étant joué par l'entreprise Rainmaker Digital Effects dont le principal artiste de composition numérique, Bruce Woloshyn, travaillait environ 10 mois par an en étroite collaboration avec les superviseurs des effets visuels de la série James Tichenor et Michelle Comens.
Plusieurs compagnies avaient été embauchées pour créer l'horizon des événements de la Porte des étoiles au début de la série, mais Rainmaker est devenu par la suite la seule entreprise créant ces effets visuels. Cette entreprise a réalisé régulièrement d'autres effets spéciaux, comme l'activation et l'utilisation de la Porte des étoiles (soit au total plus de 300 scènes dans les premières années), les anneaux de transport, les coups de feu des armes militaires et de Zat'nik'tels. Dans une moindre mesure, ils ont été à l'origine de certaines incrustations de vaisseaux cargos Tel'tak et planeurs de la mort.

### Musique
Brad Wright et Jonathan Glassner connaissent le compositeur Joel Goldsmith depuis la deuxième saison de Au-delà du réel : L'aventure continue et l'ont donc approché pour travailler sur l'épisode pilote de Stargate SG-1. Goldsmith et David Arnold, le compositeur de la musique originale du film en 1994, ont discuté des différents thèmes pour une adaptation télévisée. Les principaux titres de Stargate SG-1 sont un mélange de plusieurs thèmes du film, bien que Goldsmith a également écrit un nouveau générique de fin SG-1 afin de donner à la série sa propre identité. La MGM a finalement insisté pour utiliser la musique d'Arnold dans l'épisode pilote au lieu de celle de Goldsmith, mais la version remastérisée de 2009 sortie en DVD, Enfants des dieux, utilise elle la partition originale de Goldsmith.
Pour des raisons budgétaires, la musique de chaque épisode était simulée par Goldsmith avec une palette de synthétiseur capable de reproduire quatre-vingts éléments d'un orchestre symphonique, même s'il a occasionnellement utilisé deux ou trois musiciens pour augmenter l'authenticité de l'orchestre. À partir de la saison 8, il est assisté par Neal Acree qui compose des musiques supplémentaires. La quantité de musique composée est de l'ordre de 22 à 26 minutes en moyenne pour un épisode de 44 minutes, ce qui rend le temps de création beaucoup plus long que pour les autres séries télévisées. Comme Goldsmith vivait loin de Vancouver, lui et les producteurs discutaient de leurs idées par téléphone et ont échangé les bandes sonores via FedEx durant plusieurs années avant d'avoir recours à Internet.

### Génériques

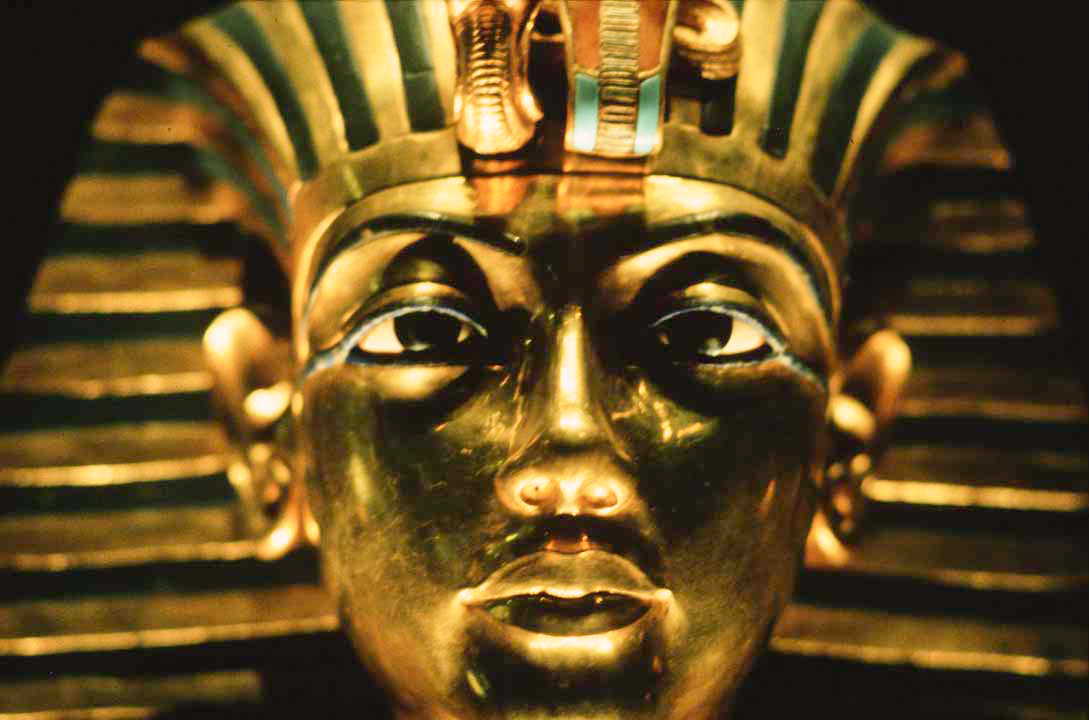
Certains des génériques montrent un masque de Râ qui est similaire à ce masque doré de Toutânkhamon.

La série a connu de nombreux génériques tout au long de ses dix saisons.
Voici la liste des génériques lors des premières diffusions à la télévision française. Des génériques différents peuvent avoir été utilisés pour d'autres diffusions (notamment dans d'autres pays) ou pour d'autres sorties en DVD.
1. Le premier générique a été utilisé pendant les cinq premières saisons pour les diffusions d'origine. Il est tiré de l'introduction du film adaptée en une scène de 60 secondes : une caméra effectue un déplacement en gros plan autour d'une structure dont on ne voit que des traits circulaires. Dans les dernières secondes, la caméra s'éloigne et on voit apparaître la même statue de Râ que dans le film. Les noms des acteurs apparaissent successivement le long de cette scène.
2. Le deuxième générique a été utilisé pour les cinq premières saisons pour la diffusion en syndication et sur certains DVD. Il est classique des séries de science-fiction : il est tout simplement composé d'extraits de la série. Les personnages apparaissent un à un et leurs noms figurent à ce moment-là en bas de l'écran. L'originalité de ce générique étant que les images extraites d'épisodes de la série s'inscrivent dans une porte des étoiles dont l'anneau intérieur tourne (là où d'autres séries se contentent de monter les extraits sans modification). Il se termine sur une image de toute l'équipe SG-1 traversant ensemble la porte des étoiles.
3. Le troisième générique n'a été diffusé que pour les deux premiers épisodes de la sixième saison. Il est composé d'une série de très gros plans sur la porte des étoiles dont l'anneau intérieur est actif. Rien d'autre n'y est montré. Là encore, les noms des acteurs s'affichent tout le long de ces scènes. Ce générique a été utilisé pour ménager l'effet de surprise du remplacement "définitif" de Michael Shanks par Corin Nemec.
4. Le quatrième générique est quasi identique au deuxième. Seules les extraits utilisés et l'ordre d'apparition des acteurs change. Deux versions de ce générique existent : la première pour la saison six avec Corin Nemec (Jonas Quinn), la deuxième pour les saisons 7 et 8 avec Michael Shanks (Daniel Jackson).
5. Le cinquième générique a été utilisé pour les saisons 9 et 10. Le concept est le même que pour le premier et le quatrième générique, mais les angles de prises de vue de la porte et les couleurs d'éclairage changent et sont désormais réalisées en image de synthèse. Encore une fois deux versions existent : l'une sans Claudia Black lorsque son personnage (Vala Mal Doran) ne faisait pas partie officiellement de SG-1, l'autre avec.

Le 200e épisode ne comporte pas le générique normal de la saison mais un carton de deux secondes montrant l'activation de la porte vue de face et le titre de la série. Il s'agit d'un épisode humoristique et ce générique exagérément court était une petite moquerie à l'encontre de la tendance à raccourcir les génériques à laquelle Stargate SG-1 elle-même a dû se plier.
En effet, un générique différent a été utilisé lors de la diffusion de la première partie (épisodes 1 à 10) de la neuvième saison sur la chaîne américaine Sci Fi. La particularité de ce générique est qu'il ne dure que 10 secondes contrairement aux 60 secondes utilisées auparavant. Selon les producteurs, cela s'expliquait par la volonté de standardiser un nouveau format de production (comme d'autres séries le faisaient déjà, par exemple Lost : Les Disparus) mais aussi de gagner 50 secondes de publicité afin de mieux rentabiliser la série. Le nom des acteurs est alors inscrit à l'écran : seul le nom des producteurs est dans le générique. Il est composé d'une porte qui s'active puis d'un voyage très court à travers le vortex. Partout ailleurs dans le monde, il est identique au quatrième générique, avec quelques changements, notamment dans l'affichage du titre de la série ou des effets visuels qui sont énormément plus poussés dans celui-ci.
En général, les génériques utilisés sur les versions françaises des DVD sont ceux de la première diffusion à la télévision française.
Toutefois, un générique différent fut utilisé pour les rééditions DVD des saisons 1 à 3. Il est probable qu'il s'agisse de la version américaine. Ce générique est des plus classiques : Un montage successif d'extraits d'épisodes avec une insertion du nom de la série et des noms des acteurs. Mais ici pas d'incrustation à l'intérieur d'une porte des étoiles. L'image finale est comme toujours celle de l'équipe SG-1 traversant l'horizon actif du vortex.

### Collaboration avec l'armée américaine
L'Air Force Entertainment Liaison Office Video, un service de l'US Air Force destiné aux productions de cinéma et de télévision, a coopéré étroitement avec les producteurs de Stargate SG-1. Avant le début de la série, l'armée de l'air américaine a permis à la production d'accéder au complexe de Cheyenne Mountain pour filmer de multiples prises de vues. Ils ont également lu tous les scripts afin de détecter d'éventuelles erreurs, mais aussi fourni une assistance pour la rédaction du passé des personnages, les médailles, les uniformes militaires, les conseils de coiffure et les relations militaires.
Deux généraux, Chef d'état-major de l'Air Force successifs, Michael E. Ryan et John P. Jumper, ont joué leur propre rôle, respectivement au cours de la saison 4 (Prodige) et de la saison 7 (La Cité perdue).
L'un des plus grands partenariats a été pour Stargate Continuum, le téléfilm clôturant la série, avec un voyage en Arctique pour un tournage sur le campement de APLIS de la Navy, l'utilisation d'un sous-marin nucléaire d'attaque (USS Alexandria) et des prises de vues avec des avions de chasse F-15.

## Diffusion et sorties

### Diffusion américaine
Avec 10 saisons et 214 épisodes, Stargate SG-1 devient en 2006 la plus longue série de science-fiction américaine sans interruption,, mais est battue en 2011 par Smallville avec 218 épisodes. Au point de vue mondial, la série britannique Doctor Who reste la plus longue avec 26 saisons sans interruption.
Jusqu'à la saison 5 comprise, la première diffusion de la série est réservée à la chaîne câblée américaine Showtime qui appartient au groupe Paramount-Viacom, une chaîne à péage, puis quelques mois après distribuée en syndication. Puis à partir de la saison 6, c'est la chaine câblée américaine Sci Fi Channel qui coproduit et diffuse la série avec la MGM. Pour des raisons de budget, et à la suite de l'apparition du spin-off Stargate Atlantis, lui aussi produit par Sci Fi, les saisons de Stargate ont été réduites à vingt épisodes à partir de la huitième saison (au lieu des 22 habituels).
Le 21 août 2006, la chaîne américaine Sci Fi Channel annonce l'annulation de la série. La dixième saison est donc la dernière. Robert C. Cooper, l'un des producteurs de la série, appelle les fans américains à se mobiliser afin que Stargate SG-1 continue ; pour cela, il les encourage à regarder la série en masse pour montrer que la série peut encore tenir bon, voire être rachetée par une autre chaîne de télévision.
MGM, détenteur des droits de la franchise, donne son feu vert pour la réalisation de deux films direct-to-DVD pour finir la série : Stargate : L'Arche de vérité, qui termine l'histoire du conflit avec les Ori, et Stargate : Continuum, ayant pour thème le voyage temporel. Les deux films sortent en 2008.
Leur succès encourage les producteurs à développer une continuité sur ce format, et il était prévu un 3e film, Stargate: Revolution. Le changement des conditions économiques et l'annulation de la série Stargate Universe en 2011 conduisent à la mise de côté des films et à la mise en veille de la franchise.

### Diffusion internationale
En France, la série a été diffusée à partir du 27 février 1998 sur Série Club et entre le 18 septembre 1998 et le 8 décembre 2007 sur M6, jusqu'à un arrêt brutal fin 2007 au milieu du 12e épisode de la 10e saison. Les cinquième et sixième saisons ont été diffusées entre le 31 octobre 2008 et le 13 mars 2009 sur W9 puis intégralement diffusées depuis le 14 janvier 2010 sur NRJ 12. Contrairement aux diffusions précédentes, NRJ 12 utilise directement les masters américains tirés des DVD, au format 16/9 non rogné, et avec le générique original américain. Entre le 24 mai 2010 et le 15 juin 2010, NRJ 12 a diffusé les huit derniers épisodes inédits de la dixième et dernière saison sur le réseau hertzien.
En Belgique, les huit premières saisons ont été diffusées sur La Une et les deux dernières saisons ont été diffusées sur La Deux.
Au Québec, la série a été diffusée à TQS et rediffusée sur Ztélé.
En Suisse, la série a été diffusée sur TSR1 et TSR2.

### Sorties DVD et Blu-ray
À partir de 2001, l'ensemble des saisons de la série sont sorties progressivement en DVD, d'abord dans la région 1 (États-Unis et Canada) puis dans les autres. En 2008, les deux téléfilms sont sortis directement en DVD et n'ont été diffusés à la télévision que par la suite. C'est également le cas de la réédition de l'épisode pilote Enfants des dieux.

## Univers et concepts de la série

### Principales races

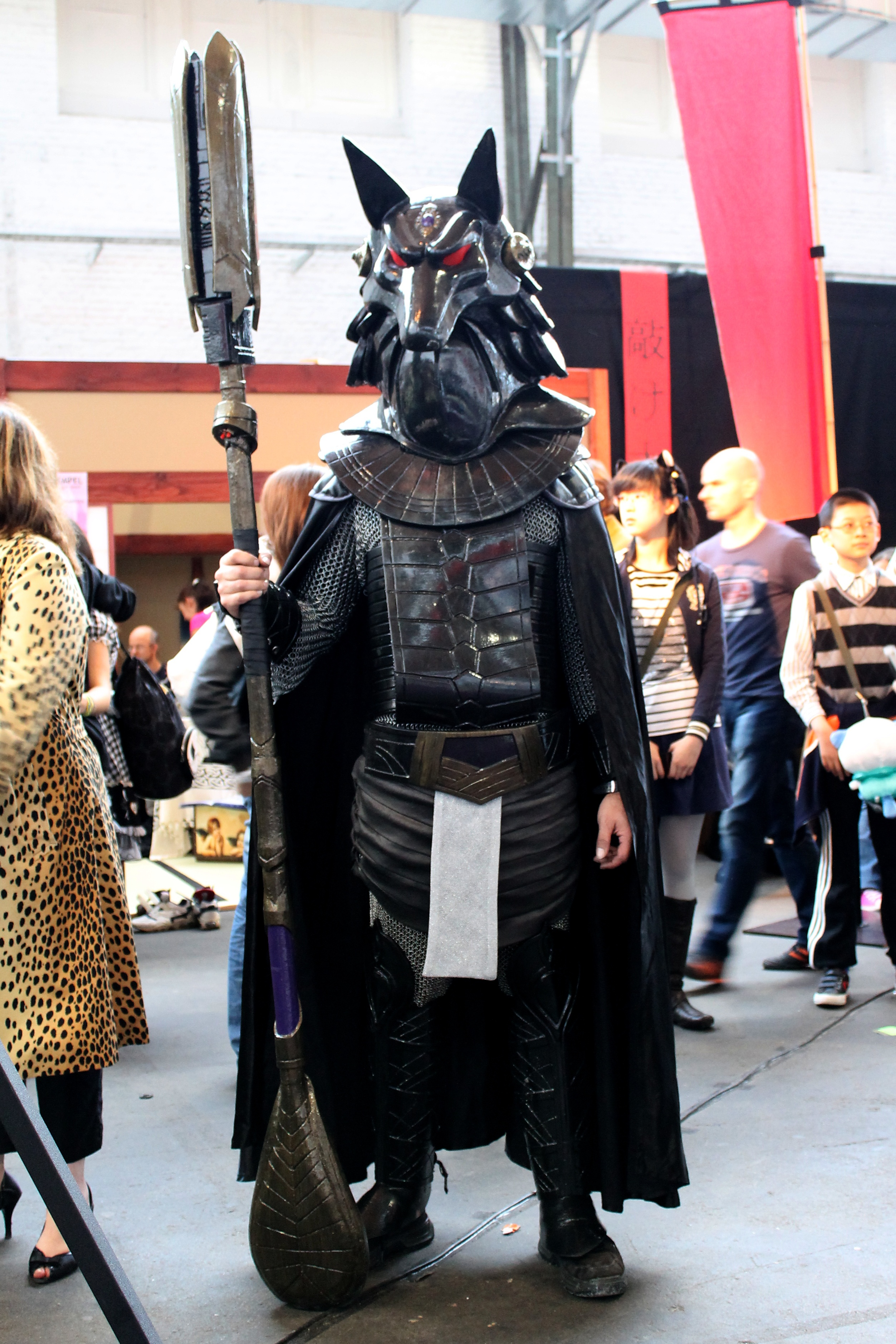
Fan déguisé en garde jaffa d'Anubis, à la Japan Expo de Bruxelles en 2011.

Au cours de leurs explorations sur les planètes appartenant au réseau des portes des étoiles de différentes galaxies, les équipes du SGC ont rencontré de nombreux peuples et races différents. Certains de ces peuples sont primitifs, mais d'autres sont beaucoup plus avancés technologiquement que les Humains de la planète Terre (comme les Tollans). Voici un descriptif des principales races d'extraterrestres :
Il y a plusieurs milliers d'années, les plus grandes races présentes dans la galaxie se sont associées en formant l'Alliance des quatre races, dont le but est encore inconnu :
- Les Asgards
- Les Nox
- Les Anciens (aussi appelés Lantiens ou Ancêtres, ils sont issus des Alterans)
- Les Furlings

En plus de cette alliance, on trouve les races suivantes, ennemies ou alliées des Terriens (Humains de la Terre) :
- Les Goa'ulds
- Les Jaffas, qui ont dans l'abdomen une poche qui sert de réceptacle aux embryons de Goa'ulds, sont en fait d'anciens humains modifiés pour servir d'incubateurs
- Les Tok'ras sont des Goa'ulds rebelles, luttant contre leurs frères qui veulent dominer l'univers
- Les Réplicateurs, appelés Asurans dans la galaxie de Pégase
- Les Oris (comme les Anciens, ils sont eux aussi issus des Alterans)
- Les Unas
- L'Alliance luxienne est une organisation mafieuse rassemblant des Humains, des Jaffas et divers autres peuples extraterrestres
- Les Tollans sont des humains venant de la planète Tollana

### Le SGC
Le SGC, état-major de commandement qui gère le programme Porte des étoiles, est installé dans la base de Cheyenne Mountain (Colorado Spring), reconvertie pour répondre aux exigences spécifiques du programme. Une porte des étoiles est située au niveau -28 de la base.

### Les systèmes planétaires
Les planètes visitées sont désignées selon un code alphanumérique affecté par l'ordinateur. En effet, donner un nom à chaque planète étant impossible vu leur nombre, le SGC leur attribue un numéro de type A0A-000, les A étant des lettres et les 0, des chiffres (P3X-492 ou M4C-862 par exemple).
Seules quelques planètes échappent à cette notation ; ce sont généralement les premières planètes découvertes. Abydos et Chulak en font partie. Ou d'autres planètes atypiques comme Icarus, Praclarush Taonas ou encore Dakara.

## Produits dérivés

### Jeux
Stargate a été décliné en trois jeux vidéo:
- Le premier jeu tiré de la série aurait dû être Stargate SG-1: The Alliance, un FPS mais il fut annulé à la suite d'un conflit entre l'éditeur JoWooD Productions et le développeur Perception.
- Le second est Stargate Resistance. C'est un jeu de tir à la troisième personne sorti en février 2010 par Cheyenne Mountain afin de faire patienter les fans en attendant Stargate Worlds, mais il s'avéra être un échec commercial, du fait de sa non-finition et de son manque de concurrence face aux autres FPS online.
- Le troisième est le MMORPG Stargate Worlds, au départ conçu par Cheyenne Mountain Entertainment, mais dont le développement est suspendu pour cause de banqueroute de la société[53], et dont la sortie est désormais plus qu'improbable (voire impossible venant de Cheyenne Mountain Entertainment) si le jeu devait être terminé un jour.

Il a aussi connu une déclinaison en jeu de rôle dont l'histoire prend place durant les 6 premières saisons ainsi qu'un jeu de cartes à collectionner.
Stargate possède plusieurs séries de figurines créées par Diamond Select Toys. Les figurines ont rencontré un succès dans le monde entier. Chaque figurine est vendue avec un morceau d'un objet de l'univers Stargate SG-1 comme dans la première série, La porte des étoiles.